# Tahitis fodboldforbund
Tahitis fodboldforbund (fransk: Fédération Tahitienne de Football) er det styrende organ for fodbold i Tahiti, og står bag blandt andet Tahitis fodboldlandshold.